# Antonio Salvotti
Antonio Salvotti von Eichenkraft und Bindeburg (Mori, 10 dicembre 1789 – Trento, 17 agosto 1866) è stato un magistrato imperiale austriaco, consigliere intimo dell'imperatore d'Austria Francesco II.

## Biografia

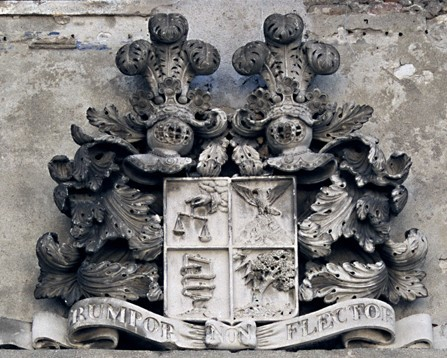
Stemma di Antonio Salvotti.

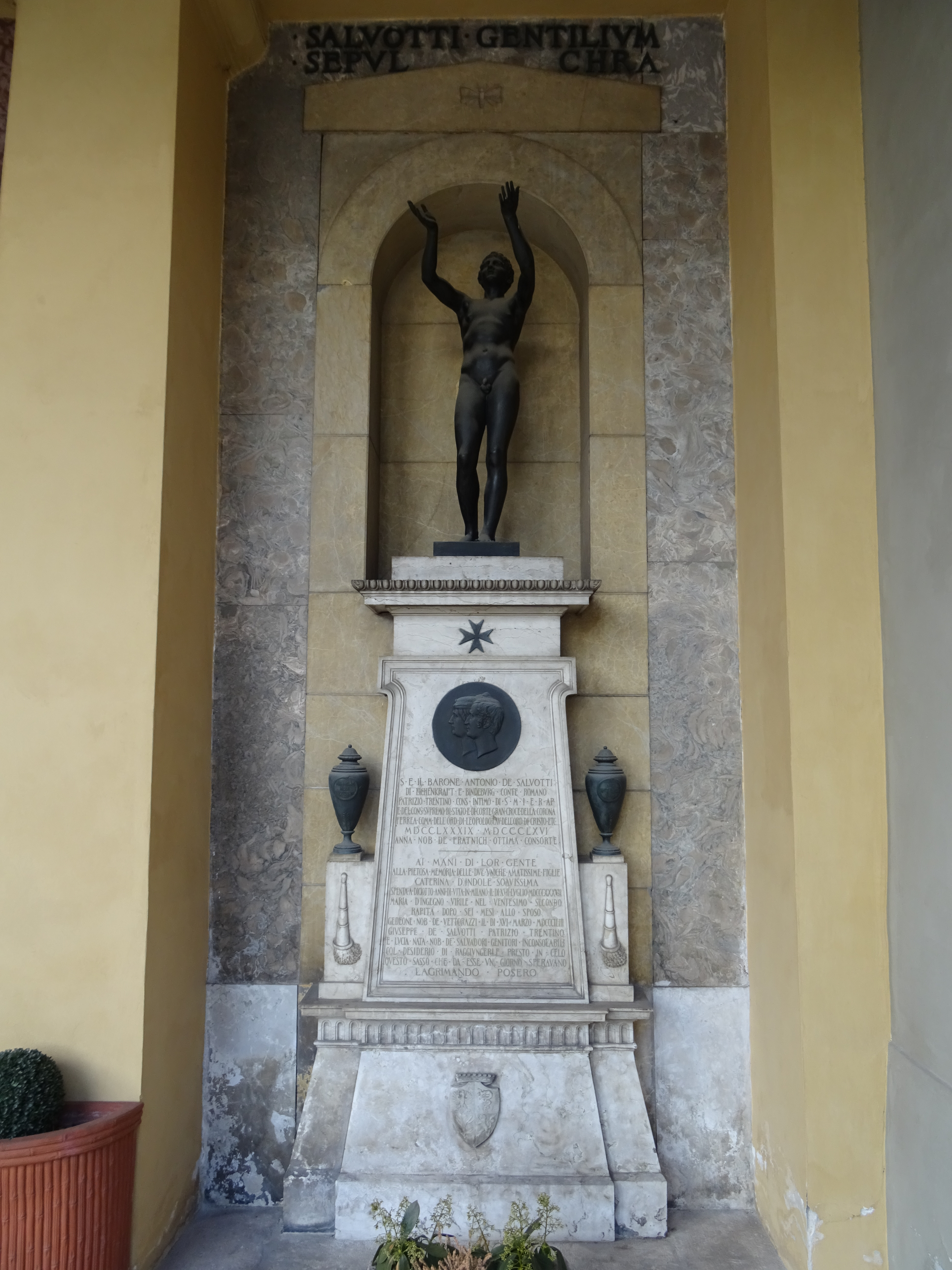
La tomba di Salvotti nel cimitero monumentale di Trento.

Antonio Salvotti nacque a Mori, in Trentino, al tempo piccolo borgo dei Vicariati nella Contea Principesca del Tirolo.
Di origine familiare borghese, studiò filosofia e diritto nelle Università di Innsbruck dal 1806, e di Landshut dal 1808, e fu allievo di Friedrich Carl von Savigny, personaggio fondamentale nella sua formazione di giurista. Nel 1810 si laureò in diritto a Pavia e nel 1813 sostenne l'esame di avvocato, in questo periodo fu membro della Massoneria nella Milano napoleonica. Tornò a Trento, ritornata austriaca nel novembre 1813, per esercitare l'avvocatura, divenne giudice e poi nel 1815 procuratore generale. Tra il 1819 e il 1824 fu giudice istruttore - dapprima come assessore del tribunale d'appello di Venezia nell'ottobre 1819, quindi come consigliere di quello di Milano nell'aprile 1821 - di una serie di processi per alto tradimento contro gli aderenti alla carboneria e i fuoriusciti dal Lombardo-Veneto che avevano preso parte all'insurrezione piemontese del 1821.
Nel suo ruolo di magistrato condusse l'istruttoria di tutti i processi del 1821, compreso il celeberrimo Processo Maroncelli-Pellico, a carico dei cospiratori anti-austriaci nel Lombardo-Veneto, territorio soggetto all'epoca alla sovranità dell'Austria assolutista. Tra i condannati vi furono Piero Maroncelli e Silvio Pellico, che, dapprima condannati alla pena capitale, si videro, per grazia imperiale (raccomandata dallo stesso Salvotti per tutti i condannati) commutata la pena in quella del carcere duro, da scontarsi nella fortezza dello Spielberg: Maroncelli per venti anni, Pellico per quindici.
Per questo suo ruolo Salvotti ha lasciato un ricordo che ancora divide gli "storici-giuristi". Infatti, all'epoca dei processi contro i patrioti italiani, fu considerato nell'ambiente milanese nella quale operava da magistrato come un «geniale aguzzino al soldo dell'Austria». Lo storico Luzio, invece, diceva agli italiani di «non parlare di Salvotti come di un mostro». Ciò che è certo è che fu sempre un fedele suddito dell'Impero austriaco e non credette mai ad un'Italia indipendente, nemmeno dopo la proclamazione del Regno d'Italia. Al fine di far riconsiderare i processi da lui gestiti, e disperato dai giudizi negativi espressi nei suoi confronti dai "risorgimentalisti", cominciò a scrivere le sue Memorie, che però sono rimaste incompiute. Nei decenni successivi alla sua morte, l'operato di Salvotti è stato rivisto e i giudizi espressi nei suoi confronti sono stati piuttosto benigni, soprattutto per quanto riguarda la non conoscenza, da parte di Salvotti, dei trattamenti disumani adottati nelle carceri imperiali.
Nel maggio 1822 fu nominato consigliere dell'Imperial Regio Tribunale e alla fine dei processi, nell'aprile 1824, fu nominato consigliere del senato del Regno lombardo-veneto, poi nel giugno 1846 vicepresidente del tribunale d'appello di Innsbruck e nel 1847 l'imperatore Ferdinando I d'Austria lo elevò al rango di consigliere intimo. Nel 1849 tornò a Trento e venne nominato presidente del nuovo Senato della corte superiore di giustizia. Nell'aprile del 1851 fu creato il Reichsrat (Consiglio dell'Impero) e Salvotti fu scelto per farne parte dall'imperatore Francesco Giuseppe I come rappresentante dei territori asburgici di nazionalità italiana. Nei dieci anni a Vienna (il Reichsrat fu sciolto nel 1861) si occupó di varie questioni di diritto tra cui il concordato con la Chiesa cattolica del 1855, la legge mineraria, la patente matrimoniale e l'ordinamento notarile.
Messo a riposo nel 1861 si insediò a Villa Salvotti dove morí il 17 agosto 1866.
Antonio Salvotti ottenne in età matura i titoli di barone di Bindeburg (De Bindis), cavaliere di  Eichenkraft (Fortequercia) e conte Romano (nobiltà pontificia).

### La cultura giuridica
Antonio Salvotti era un "legalitario": il suo modello era uno stato di diritto fondato su legalità, interesse comune e diritto pubblico. Considerava un punto fermo la "codificazione del diritto penal-processuale", mentre era contrario alla codificazione del diritto civile. Il suo errore fu di credere con troppa convinzione nella fede giuridica di tradizione asburgica e soprattutto nell'Impero d'Austria, nel quale Salvotti rivedeva quella medesima funzione "unificante" che in passato aveva svolto l'Impero Romano. Non a caso era considerato un "austriacante" dagli italiani, ma infatti non era altro che un cittadino austriaco, perché il territorio di Trento era parte dell'Impero austriaco. Nel suo ruolo di inquisitore, fu un fedele applicatore della massima dura lex, sed lex.

### I contrasti politici con il figlio Scipione
Scipione Salvotti fu arrestato per alto tradimento dal governo austriaco ed incarcerato per essere un patriota italiano nel Lombardo Veneto, essendo figlio di un magistrato tirolese del territorio trentino, che sarà annesso all'Italia solo molti decenni dopo. Il padre, molto legato all'imperatore, avrebbe ben potuto adoperarsi per farlo liberare, ma ciò era contrario ai suoi principi di legalità e al personale concetto di diritto. Si limitò a garantirgli un trattamento umano, ma parlò di lui come di un "liberale esaltato", soprattutto quando Scipione più volte si rifiutò di tornare in famiglia dopo essere tornato in libertà. Solo negli ultimi anni di vita di Antonio Salvotti, Scipione tornerà a Trento.

### Discendenza
- Un suo discendente, il Barone Leo Salvotti von Eichenkraft und Bindeburg, capitano della cavalleria austriaca, sposò nel 1910 la diciannovenne Emmy Heine-Geldern, una pronipote di Heinrich Heine, conosciuta l'anno prima a Venezia, che sarà l'ispiratrice della "Symphonie de Septembre" di Oscar Vladislas de Lubicz Milosz.
- il Barone Giovanni Leo Salvotti De Bindis (von Eichenkraft und Bindeburg) è un noto architetto trentino costruttore di vari edifici, nonché uno dei fondatori del Mart, ed ex presidente del ordine degli architetti.

### Letteratura e filmografia
Antonio Salvotti è stato inserito come personaggio letterario in due romanzi: In nome dell'imperatore (2008) di Fausta Garavini e Gli amici di Brusuglio (2021) di Isabella Becherucci.
Antonio Salvotti compare inoltre come personaggio in due miniserie dirette da Sandro Bolchi: Le mie prigioni (1968) con interprete Arnoldo Foà e Il consigliere Imperiale (1974) con interprete Sergio Fantoni.